# Gérard Caussé
Gérard Caussé (Tolosa, 26 giugno 1948) è un violista francese.
Uno tra i più influenti violisti della seconda metà del Novecento, ha fatto parte del Ensemble InterContemporain di Pierre Boulez, del quale è stato membro fondatore e viola solista. 
La sua carriera copre la musica da camera, spesso in collaborazione con Emmanuel Krivine, Charles Dutoit e Kent Nagano, e l'attività solistica, esibendosi con molte orchestre. 
Tra il 2002 e il 2004 è stato direttore artistico dell'Orchestra da camera nazionale di Tolosa, con la quale si è esibito sia in veste di solista sia di direttore. 
Detiene la cattedra di viola alla Escuela Superior de Música Reina Sofía di Madrid e tiene regolarmente masterclass in vari paesi. Suona una viola Gasparo da Salò del 1560.
Il suo repertorio copre molti stili diversi, dal barocco a Mozart (che egli ritiene il primo compositore che abbia capito le particolarità della viola e il suo ruolo ideale nell'armonia orchestrale e del quartetto), ai romantici e alla musica contemporanea. 
È dedicatario di oltre dieci concerti per viola e altre musiche di Gérard Grisey, Philippe Hersant, Michèle Reverdy, Jacques Lenot e altri grandi compositori del Novecento. 
Ha suonato nella prima mondiale del quartetto Ainsi la nuit di Henri Dutilleux. Caussé ha ottenuto diversi riconoscimenti, tra i quali i premi Charles Gros, Gabriel Fauré, SACEM e il Grand Prix du Disque.
Ha una discografia di oltre trentacinque titoli, principalmente con le etichette EMI, Deutsche Grammophon e Philips.